# عبد الله بن عمير الشامسي
عبدالله بن عمير الشامسي (1895 - 1980) من منطقة حماسا في زمن حكم الشيخ راشد بن حمد الشامسي، وانتقل الى الدمام بعد احتلال واحة البريمي من بريطانيا. وكان يشارك بـالرزيف والشلّات حاله حال الشعراء الآخرين في المنطقة، حيث انه التقى الشاعرة عوشة بنت خليفة السويدي(فتاة العرب) في شريعة صعراء وكانت تعجب بقصائده وتسمعها في التسجيلات، والدليل على ذلك أنها شاكته فيما بعد بأكثر من قصيدة، خاصةً بعد مغادرته المنطقة إلى الدمام بـالمملكة العربية السعودية.

## قصائد
هذه القصيدة مدح في الشيخ راشد بن حمد الشامسي، وفي هذا البيتين يتفاخر بقبيلته:
روس القبايل عالي المجد حنّا - بمّا اشتهرنا في حما كل سلطان
أولاد شامس حنْ زبون المحنا - سقم العدا ومكافحة كل طغيان.

## حياته ونشأته
ولد في حارة الرجيبات في قرية حماسة. وتدعى والدته موزة بنت علي بن سيف النعيمي من طائفة المحاسنة ومن أسرة ( بن خضرا ).
وله من الأخوة المتوفين سالم وهو والد الشاعر الغنائي المعروف سعيد بن سالم بن عمير الشامسي، وكذلك من إخوته عمير، ويكون والد المرحوم سالم بن عمير الذي كان مرافقاً لصاحب السمو الشيخ خليفة بن زايد آل نهيان، ومن الأخوات أربعة.
كان أهله من كبار رجالات تلك المنطقة وخاصة في الدين والقضاء، وكان والده اٍماماً ومعلماً للقرآن. وكانت حينها البريمي حاضرة مناطق الظاهرة في عمان، تزخر بنخيلها وأفلاجها وشرائعها، ويعّج سوقها بمختلف البضائع مثل التمور والقمح والقهوة والأرز ومختلف الاحتياجات، التي يحتاجها الناس، وكانت تصل إلى البريمي الوفود المختلفة من داخل عمان ومن الإمارات القريبة منها لقضاء فصل الصيف فيها، أو للبيع والشراء. فكان سوقها العامر كانت مختلف القبائل تعيش في سلامٍ ووئام مثل قبائل النعيم وآل بوشامس وبني كعب وغيرهم من من القبائل الأخرى التي تحتضنها، وبالإضافة إلى هذه الحياة الاقتصادية العامرة، كانت أيضاً الحياة الاجتماعية زاخرة فيها، فقد كان فيها الشعراء ورجال الدين والقضاء من مختلف المناطق يتجمعون فيها وينطلقون منها إلى مختلف البقاع